# Нектарий Найдоски
Нектарий (на македонска литературна норма: Нектариј) е духовник на Македонската православна църква, архимандрит, игумен на охридския манастир „Свети Наум“.

## Биография
Роден е на 	18 октомври 1960 година в прилепското село Селце година със светското име Мендо Найдоски (Мендо Најдоски). Завършва семинария и Богословския факултет на Скопския университет. На 16 декември 1982 година се замонашва в манастира „Свети Илия“ в Чардак. Монах е в манастира „Света Петка“ в Цапари. Главен възпитател е в Драчевската семинария от 1985 до 1987 година, а от 1987 до 1990 година преподава в семинарията.
В 1990 година възобновява монашеския живот в манастира „Свети Наум“ и става пръв монах и игумен на манастира.
Автор е на преводи на служби от църковнославянски език..